# Državna cesta D22
D22 je državna cesta u Hrvatskoj. Ukupna duljina iznosi 42,7 km.